# Сергей Киряков
Сергей Киряков е руски футболист и треньор. Вечен голмайстор на краткотрайно просъществувалия национален отбор на ОНД с 4 гола. От 2016 г. е треньор на Арсенал (Тула).

## Кариера
Започва кариерата си в школата на Спартак Орел. През 1986 подписва договор с Динамо Москва. Записва 5 мача за олимпийския отбор на СССР и един за мъжкият – срещу Полша, влизайки на мястото на Сергей Фокин. След края на Евро 1992 преминава в Карлсруе, където е съотборник с Валерий Шмаров. Там Сергей прекарва по-голямата част от кариерата си. Вкарва 11 гола в 29 мача в първия си сезон зад граница, а Карлсруе завършва на 6 позиция. Киряков става и първият руснак след разпада на СССР, който попада в класацията за Златната топка. Сергей завършва на 21 позиция, разделяйки мястото с играчи като Дино Баджо и Джузепе Синьори.
През сезон 1993/94 помага на Карлсруе да достигне полуфинал за Купа на УЕФА, вкарвайки 2 гола в 9 мача. Попада в заявката на Русия за Евро 1996, но е изхвърлен от отбора след скандал с Олег Романцев. През 1997 е запратен в дубъла на Карлсруе, след като губи титулярното място от Шон Дънди. Също така руснакът е преследван от контузии, а Карлсруе изпада. През 1998 е привлечен в Хамбургер, но не успява да се наложи. Сергей играе предимно като халф и записва 4 асистенции. След това играе една година във втородивизионния Тенис-Борусия (Берлин), където го привлича бившият му треньор Вини Шефер. Клубът обаче се разпада и Киряков остава свободен агент. От 2001 до 2003 г. играе в китайското първенство, а след това и плажен футбол.

## Като треньор
Първият треньорски опит на Киряков е латвийският Дитон през 2006 г. През 2008 г. поема отбора на Русичи в родния си град Орел. През 2009 г. влиза в треньорския щаб на младежкия национален отбор на Русия. От 2012 до 2016 г. е старши треньор на юношеската „Сборная“ до 17 г. На 6 октомври 2016 г. е назначен за треньор на Арсенал (Тула).